# Gouverneur de la Barbade
Le gouverneur de la Barbade est le représentant de la Couronne britannique à la Barbade, jusqu'à son indépendance en 1966.
Entre 1833 et 1885, la Barbade faisait partie de la colonie des Îles-du-Vent britanniques, et le gouverneur de la Barbade représentait aussi la Couronne britannique sur les Îles-du-Vent.

## Liste des gouverneurs

### Gouverneurs de la Barbade (1627-1833)
| Gouverneur                                        | Début mandat     | Fin mandat      | Remarques                                  |
| ------------------------------------------------- | ---------------- | --------------- | ------------------------------------------ |
| Henry Powell                                      | 17 février 1627  | 1628            |                                            |
| William Deane                                     | 1628             | Juin 1628       |                                            |
| Charles Wolferston                                | Juin 1628        | 26 février 1629 |                                            |
| John Powell                                       | 26 février 1629  | 29 août 1629    |                                            |
| Robert Wheatley                                   | 29 août 1629     | Septembre 1629  | Intérimaire                                |
| Sir William Tufton                                | 21 décembre 1629 | 16 juillet 1630 |                                            |
| Henry Hawley                                      | 1630             | Juin 1640       |                                            |
| * Richard Peers                                   | 1633             | 1634            | Intérimaire                                |
| * William Hawley                                  | 1638             | 1639            | Intérimaire                                |
| Sir Henry Huncks                                  | Juin 1640        | 1641            |                                            |
| Philip Bell                                       | 1641             | 1650            |                                            |
| Francis Willoughby de Parham                      | Mai 1650         | 1651            | Gouverneur dissident jusqu'en janvier 1652 |
| Sir George Ayscue                                 | Octobre 1651     | 1652            |                                            |
| Daniel Searle                                     | 1652             | Juillet 1660    | Intérimaire                                |
| Thomas Modyford                                   | Juillet 1660     | 1660            | Intérimaire                                |
| Humphrey Walrond                                  | 1660             | Août 1663       | Intérimaire                                |
| Francis Willoughby de Parham                      | Août 1663        | 23 juillet 1666 | Gouverneur restauré                        |
| Henry Willoughby                                  | 1664             | 1664            |                                            |
| Henry Willoughby                                  | Juillet 1666     | 1667            | Intérimaire, 2e fois                       |
| William Willoughby, 6e Baron Willoughby de Parham | 1667             | 1667            | Intérimaire                                |
| Samuel Barwick                                    | 1667             | 1667            | Intérimaire                                |
| Henry Hawley                                      | 1667             | Avril 1667      | Intérimaire, 2e fois                       |
| William Willoughby, 6e Baron Willoughby de Parham | Avril 1667       | 1673            |                                            |
| Christopher Codrington                            | 1668             | 1669            | Intérimaire                                |
| Sir Peter Colleton                                | 1673             | 1674            | Intérimaire                                |
| Sir Jonathan Atkins                               | 1674             | 1679            |                                            |
| Sir John Witham                                   | 1680             | 1683            | Intérimaire                                |
| Sir Richard Dutton                                | 1683             | 1685            |                                            |
| Edwyn Stede                                       | 1685             | 1690            | Intérimaire                                |
| James Kendall                                     | 1690             | 1694            |                                            |
| Francis Russell                                   | 1694             | 1696            |                                            |
| Francis Bond                                      | 1696             | Décembre 1697   | Intérimaire                                |
| Ralph Grey                                        | Décembre 1697    | 1701            |                                            |
| John Farmer                                       | 1701             | 1703            | Intérimaire                                |
| Sir Bevil Granville                               | 1703             | 1706            |                                            |
| Mitford Crow                                      | 1707             | 1710            |                                            |
| George Lillington                                 | 1710             | 1711            | Intérimaire                                |
| Robert Lowther                                    | 1711             | 1720            |                                            |
| William Sharpe                                    | Janvier 1714     | 1715            | Intérimaire                                |
| John Frere                                        | 1720             | 1721            | Intérimaire                                |
| Samuel Cox                                        | 1721             | 1722            | Intérimaire                                |
| Henry Worsley                                     | 1722             | 1727            |                                            |
| Thomas Catesby Paget                              | 1727             | 1731            |                                            |
| James Dotin                                       | 1731             | 1731            | Intérimaire, 1re fois                      |
| Walter Chetwynd                                   | 1731             | 1732            |                                            |
| Vicomte Howe                                      | 1733             | 29 mars 1735    |                                            |
| James Dotin                                       | 1735             | 1737            | Intérimaire, 2e fois                       |
| Orlando Bridgeman                                 | 1737             | 1738            |                                            |
| Humphrey Howarth                                  | 1738             | 1738            |                                            |
| Vicomte Gage, 1738                                | 1739             |                 |                                            |
| Robert Byng                                       | Mai 1739         | 1740            |                                            |
| James Dotin                                       | 1740             | 1740            | Intérimaire, 3e fois                       |
| Sir Thomas Robinson                               | 1742             | 1747            |                                            |
| Henry Grenville                                   | 1747             | 1756            |                                            |
| Charles Pinfold                                   | 1756             | 1766            |                                            |
| Samuel Rous                                       | 1766             | 1768            | Intérimaire, 1re fois                      |
| William Spry                                      | 1768             | 1772            |                                            |
| Samuel Rous                                       | 1772             | 1772            | Intérimaire, 2e fois                       |
| Edward Hay                                        | 1772             | 1779            |                                            |
| John Dotin                                        | 1779             | 1780            | Intérimaire, 1re fois                      |
| James Cunninghame                                 | 1780             | 1782            |                                            |
| John Dotin                                        | 1783             | 1784            | Intérimaire, 2e fois                       |
| David Parry                                       | 1784             | 1793            |                                            |
| William Bishop                                    | 1793             | 1794            | Intérimaire, 1re fois                      |
| George Poyntz Ricketts                            | 1794             | 1800            |                                            |
| William Bishop                                    | 1800             | 1801            | Intérimaire, 2e fois                       |
| Francis Humberstone Mackenzie                     | 1802             | 1806            |                                            |
| John Spooner                                      | 1806             | 1810            | Intérimaire                                |
| Sir George Beckwith                               | 1810             | 1815            |                                            |
| Sir James Leith                                   | 10 mai 1815      | 16 octobre 1816 |                                            |
| John Foster Alleyne                               | 1817             | 1817            | Intérimaire                                |
| Lord Combermere                                   | 1817             | 1820            |                                            |
| John Brathwaite Skeete                            | 1820             | 1821            | Intérimaire                                |
| Samuel Hinds                                      | 1821             | 1821            | Intérimaire                                |
| Sir Henry Warde                                   | 1821             | 1829            |                                            |
| Sir James Frederick Lyon                          | 1829             | 1833            |                                            |

### Gouverneurs de la Barbade et des Îles-du-Vent britanniques (1833-1885)
En 1833, la Barbade faisait partie de la nouvelle colonie des Îles-du-Vent britanniques, et le gouverneur de la Barbade représentait aussi la couronne britannique en tant que gouverneur des Îles-du-Vent britanniques.
| Gouverneur                        | Début mandat   | Fin mandat     | Remarques   |
| --------------------------------- | -------------- | -------------- | ----------- |
| Sir Lionel Smith                  | 1833           | 1836           |             |
| Sir Evan John Murray MacGregor    | 1836           | 1841           |             |
| Charles Henry Darling             | 1841           | 1841           |             |
| Sir Charles Edward Grey           | 1841           | 1846           |             |
| William Reid                      | 1846           | 1848           |             |
| William MacBean George Colebrooke | 1848           | 1856           |             |
| Francis Hincks                    | 1856           | 4 janvier 1862 |             |
| James Walker                      | 4 janvier 1862 | 1868           |             |
| Rawson William Rawson             | 1868           | 1875           |             |
| Sanford Freeling                  | 1875           | 1875           | Intérimaire |
| John Pope Hennessy                | 1875           | 1876           |             |
| George Cumine Strahan             | 1876           | 1880           |             |
| D. J. Gamble                      | 1880           | 1880           | Intérimaire |
| William Robinson                  | 1880           | 1885           |             |

### Gouverneurs de la Barbade (1885-1966)
En 1885, les Îles-du-Vent britanniques deviennent une colonie distincte, et le gouverneur des Îles-du-Vent britanniques s'installe à Grenade.
| Gouverneur                            | Début mandat      | Fin mandat       | Remarques |
| ------------------------------------- | ----------------- | ---------------- | --------- |
| Sir Charles Cameron Lees              | 1885              | 1889             |           |
| Sir Walter Joseph Sendall             | 1889              | 1891             |           |
| Sir James Shaw Hay                    | 1891              | 1900             |           |
| Sir Frederick Mitchell Hodgson        | Novembre 1900     | 1904             |           |
| Sir Gilbert Thomas Carter             | 14 octobre 1904   | 1911             |           |
| Sir Leslie Probyn                     | 13 février 1911   | 1918             |           |
| Sir Charles Richard Mackey O'Brien    | 27 septembre 1918 | 1925             |           |
| Sir William Charles Fleming Robertson | 31 décembre 1925  | 21 janvier 1933  |           |
| Harry Scott Newlands                  | 21 janvier 1933   | 12 mars 1933     |           |
| Sir Mark Aitchison Young              | 5 août 1933       | Mars 1938        |           |
| Sir Eubule John Waddington            | 6 août 1938       | 1941             |           |
| Sir Henry Grattan Bushe               | 23 octobre 1941   | 1947             |           |
| Sir Hilary Rudolph Robert Blood       | 5 février 1947    | 1949             |           |
| Sir Alfred Savage                     | 1er novembre 1949 | 1953             |           |
| Brigadier Sir Robert Arundell         | 14 mai 1953       | 1959             |           |
| John Montague Stow                    | 8 octobre 1959    | 29 novembre 1966 |           |

Le 30 novembre 1966, la Barbade obtient son indépendance et le poste de gouverneur se transforme en poste de Gouverneur général de la Barbade.